# Anthaxia auricollis
Anthaxia auricollis es una especie de escarabajo del género Anthaxia, familia Buprestidae. Fue descrita científicamente por Kerremans en 1903.